# Volo Iran Aseman Airlines 3704
Il volo Iran Aseman Airlines 3704 era un collegamento di linea interno della Iran Aseman Airlines tra le città di Teheran e di Yasuj. Il 18 febbraio 2018, l'ATR 72-200 che operava la tratta è precipitato sulle pendici del Monte Dena, (Monti Zagros), nella regione di Semirom. Tutti i 59 passeggeri ed i sei membri dell'equipaggio hanno perso la vita nell'incidente. I soccorritori, a causa delle condizioni meteorologiche avverse, sono riusciti a raggiungere il luogo dell'incidente solamente il 20 febbraio.

## L'aereo
Il velivolo coinvolto nell'incidente era l'ATR 72-212 avente codice di registrazione EP-ATS; era stato consegnato ad Iran Aseman Airlines nel 1993.
Secondo fonti iraniane l'aereo era di recente rientrato in servizio dopo essere stato fermo per sette anni a causa della mancanza di pezzi di ricambio, inoltre aveva già riscontrato problemi tecnici durante un volo effettuato alcune settimane prima dell'incidente.
A febbraio 2018 Iran Aseman aveva in flotta sei ATR, ma solo tre di essi erano in servizio.

## L'incidente
L'aereo stava operando un volo di linea dall'aeroporto Internazionale di Teheran-Mehrabad all'aeroporto di Yasuj; il volo era decollato alle 08:05 locali (04:30 UTC) e l'impatto contro il Monte Dena era avvenuto un'ora più tardi. Secondo il sito di tracciamento dei voli Flightradar24 l'ultimo segnale emesso dal velivolo era stato registrato poco prima delle 09:25 locali (05:55 UTC), quando si trovava ad un'altitudine di 16 975 piedi (5 174 m) ed i piloti stavano cominciando la discesa verso l'aeroporto di destinazione. I controllori di volo di Yasuj hanno riferito di aver contattato i piloti alle 09:22 (05:52 UTC), autorizzandoli a scendere da FL 210 (21 000 piedi (6 400 m)) a FL 170 (17 000 piedi (5 200 m)); in seguito, alle 09:30 (06:00 UTC) i piloti avevano chiesto notizie in merito alle condizioni meteorologiche. Alle 09:34 (06:04 UTC) i controllori di volo tentarono di contattare i piloti senza ricevere nessuna risposta.

## Ricerche
La Mezza Luna Rossa iraniana si è subito attivata per far giungere i soccorritori sul luogo dell'incidente, ma le avverse condizioni meteorologiche hanno impedito agli elicotteri di alzarsi in volo.
I rottami dell'aereo, situati 30 metri più in basso rispetto alla vetta del Monte Dena, ad un'altitudine di circa 3.500 metri, furono avvistati solamente il 20 febbraio, ma a causa sia della presenza di neve che dell'impossibilità di raggiungere il luogo dell'incidente senza utilizzare gli elicotteri, le operazioni di recupero delle salme vennero sospese fino a fine febbraio.

## Le indagini
Il Presidente dell'Iran Hassan Rouhani ha ordinato al Ministro iraniano delle strade e dello sviluppo urbano Abbas Ahmad Akhoundi di condurre le indagini. L'Organizzazione dell'aviazione civile iraniana (CAO) ha indagato sulle cause dell'incidente. Anche il Bureau of Enquiry and Analysis for Civil Aviation Safety (BEA) francese ha inviato 7 delegati per aiutare nelle indagini. Il costruttore dell'aereo, ATR, ha inviato 4 tecnici in Iran per assistere.
La valutazione iniziale non aveva rilevato alcuna anomalia nella struttura dell'aereo. Anche l'equipaggio non aveva segnalato guasti ai controlli di volo o malfunzionamenti del sistema di alimentazione. La valutazione ha tuttavia rivelato che il volo era entrato in una nube con condizioni di ghiaccio prima dell'atterraggio. L'equipaggio aveva cercato di volare a un'altitudine non consentita per uscire dalla nube e aveva raggiunto un'altitudine non sicura. Mentre l'aeromobile volava a tale quota, ha incontrato una serie di correnti ascensionali e discensionali, la velocità dell'aria è diminuita ed è entrato in una condizione di stallo pericoloso.

### Condizioni meteorologiche
I dati sulle condizioni meteorologiche dell'area sono stati raccolti dall'Agenzia meteorologica iraniana e dal dispatcher dell'aeroporto. I dati sono stati forniti anche da interrogatori a numerose persone, tra cui piloti che avevano volato da e per Yasuj. Inoltre, la controparte iraniana è stata assistita anche dalla METEO-SAT francese.
I rapporti METAR recuperati dagli investigatori iraniani hanno mostrato che, già durante il decollo del volo 3704, le condizioni meteorologiche non soddisfacevano i criteri minimi per un volo verso Yasuj. L'aeroporto di Yasuj è indicato nel manuale operativo della compagnia aerea come un aeroporto con un base minima delle nubi per l'avvicinamento e l'atterraggio di 11 000 piedi (3 400 m). Le condizioni meteo in quel momento erano pessime (le nuvole coprivano almeno 5/8 - 7/8 del cielo) con nuvole segnalate a 9 000 piedi (2 700 m). Il rapporto affermava inoltre che le condizioni di Yasuj sarebbero successivamente peggiorate in quanto erano stati osservati cumulonembi nell'area, con temporali, pioggia e grandine. Poiché le condizioni meteorologiche non soddisfacevano i criteri, l'equipaggio del volo 3704 avrebbero dovuto dirottare l'aereo verso Isfahan, a nord, o Shiraz, a sud.

Illustrazione del fenomeno denominato "onda di montagna".

Poiché la traiettoria di volo comprendeva un terreno montuoso, il volo 3704 avrebbe contrastato un fenomeno denominato "onda di montagna" nell'area. L'onda di montagna è una forma d'onda che deriva da una perturbazione del flusso d'aria orizzontale. Tale fenomeno può costituire una minaccia per la sicurezza del volo, in quanto può provocare gravi turbolenze, formazione di ghiaccio, forte windshear e movimenti di updraft e downdraft sull'aeromobile. L'elevata elevazione della montagna sulla traiettoria di volo indicava che l'onda di montagna costituiva un pericolo per la sicurezza del volo. Per contrastare il fenomeno in modo sicuro, l'equipaggio avrebbe dovuto pilotare l'aeromobile a una velocità minima, monitorando attentamente la velocità dell'aria per evitare una condizione di stallo.
L'analisi dell'FDR del volo 3704 ha confermato che l'aereo aveva effettivamente incontrato un'onda di montagna. I dati hanno rivelato che il volo ha incontrato un movimento di updraft e downdraft creato dal fenomeno.
Secondo un'ulteriore analisi dell'Iran Meteorological Report, erano previsti uno strato instabile, turbolenze e un livello di congelamento a un'altitudine di 11 000 piedi (3 400 m). L'Agenzia meteorologica francese ha dichiarato che le condizioni meteorologiche nell'area dell'incidente erano favorevoli a una grave condizione di congelamento. Tuttavia, anche se in quel momento era presente una condizione favorevole per la formazione di ghiaccio, la simulazione del monitoraggio delle prestazioni dell'aeromobile (APM) condotta dagli investigatori ha suggerito che la diminuzione delle prestazioni dell'aeromobile era più probabilmente causata da un gradiente esterno come il vento. L'onda montuosa della zona ha provocato un vento verticale con velocità fino a 3.000 piedi/min. La simulazione ha rivelato che mentre l'aereo sorvolava la montagna, una corrente discendente ha colpito l'aereo e il beccheggio è aumentato per mantenere la quota di volo.
Quando il velivolo è entrato in una condizione di stallo, l'equipaggio ha effettuato un beccheggio verso il basso per contrastarlo. L'EGPWS è rimasto poi attivo fino alla fine del volo.

### Performance dell'equipaggio
La valutazione del comportamento di entrambi i piloti prima del volo non ha indicato alcuna anomalia. Gli investigatori, tuttavia, hanno scoperto che i piloti non erano mai stati addestrati su come eseguire una risposta appropriata quando un'onda di montagna colpiva l'aereo. L'equipaggio non aveva familiarità con le onde di montagna e il manuale non forniva informazioni sul fenomeno. Anche le simulazioni di ATR non coprivano tale fenomeno.
Prima dell'avvicinamento al Monte Dena, il primo ufficiale del volo 3704 aveva fatto diverse raccomandazioni al comandante in diversi casi. Il comandante non aveva risposto a nessuna delle raccomandazioni fornite e aveva deciso di ignorarle. La mancanza di comunicazione tra i due piloti indicava un fenomeno di forte disparità tra i due, che potrebbe essere dovuto alla differenza di esperienza di volo.
Era evidente che l'equipaggio del volo 3704 si era discostato dal manuale operativo. Durante l'avvicinamento del volo 3704 al Monte Dena, l'ATC aveva dato l'autorizzazione al volo a FL170. L'ATC aveva successivamente informato l'equipaggio che la base della nube era a 15 000 piedi (4 600 m). La registrazione del CVR ha rivelato che l'equipaggio aveva deciso di scendere ulteriormente a tale altitudine in modo che l'aeromobile uscisse dalle nuvole. L'altitudine minima per l'avvicinamento all'aeroporto era però di 15 500 piedi (4 700 m), quindi l'equipaggio avrebbe volato al di sotto dell'altitudine minima approvata.
Durante la discesa, l'aereo aveva incontrato una corrente ascensionale e successivamente una corrente discendente. Il downdraft era stato abbastanza forte da provocare l'aumento del beccheggio del muso. Mentre il beccheggio veniva aumentato dalla forza del downdraft, la velocità dell'aria diminuiva e la forza di resistenza aerodinamica aumentava di conseguenza, con il rischio che si verificasse una condizione di stallo. Aumentando la leva della potenza per contrastare la bassa velocità dell'aereo, il beccheggio continuava ad aumentare e la velocità dell'aria a diminuire, raggiungendo a un certo punto i 118 nodi (219 km/h). Il beccheggio del muso aveva raggiunto i 15 gradi. L'equipaggio cercò di contrastare la condizione di stallo abbassando il muso, ma non eseguì correttamente il recupero. Il motore non era alla massima potenza e i flap non erano regolati a 15 gradi. Si presume che l'equipaggio non si aspettasse di incontrare un fenomeno di onda di montagna nell'area e quindi questo potrebbe aver diminuito la loro consapevolezza situazionale. Mentre i piloti cercavano di salvare l'aereo abbassando il muso, non c'era più quota per un recupero sicuro.

### Conclusioni
L'Organizzazione dell'aviazione civile iraniana ha pubblicato il rapporto finale il 15 giugno 2020.
L'incidente è avvenuto a causa di una catena di errori, ma il fattore umano ha avuto il ruolo principale. Le azioni dell'equipaggio che avevano causato condizioni pericolose per il volo sono state considerate la causa principale. Sulla base delle prove fornite, gli errori dell'equipaggio di cabina di pilotaggio sono stati i seguenti:
- Proseguire verso l'aeroporto di Yasuj per l'atterraggio contro il manuale operativo della Compagnia.
- Discesa ad un'altitudine non autorizzata al di sotto della minima prevista dalla rotta e dalla MSA.
- Mancanza di sufficiente CRM durante il volo.
- Mancato completamento del recupero dallo stallo.
- Uso inappropriato dell'autopilota dopo una condizione di stallo.
- Inadeguata previsione del maltempo sulla base del manuale operativo.
- Mancato rispetto delle check-list e delle chiamate standard da parte di entrambi i piloti.

## Conseguenze
Il 23 febbraio la CAO ha sospeso i voli degli ATR 72 della compagnia aerea. Secondo alcuni organi di stampa, le sanzioni economiche imposte dagli Stati Uniti all'Iran impedivano alle compagnie aeree iraniane di acquistare sia nuovi aerei che ricambi per quelli già in flotta, rendendo quindi meno sicuri i voli.